# Günther Andergassen
Günther Andergassen (* 17. April 1930 in Margreid, Südtirol; † 19. Jänner 2016 in Innsbruck) war ein Tiroler Komponist und als Mitglied im Befreiungsausschuss Südtirol (BAS) verurteilter Sprengstoffterrorist.

## Leben

### Jugendjahre und akademische Laufbahn
Der einzige Sohn des Goldschmiedes Alois Andergassen und dessen Frau Franziska wuchs in Bozen auf. Im Jahr 1940 wanderten die Eltern im Zuge der Option zunächst nach Wels aus, zogen aber später nach Innsbruck. Als Zwölfjähriger begann Andergassen, Klarinette zu lernen und interessierte sich früh für die Zwölftontechnik. Mit 19 Jahren übernahm Andergassen die Leitung eines neu gegründeten Kirchenchores. Er studierte an der Universität Innsbruck Romanistik, Anglistik, Kunstgeschichte und Musikwissenschaft. Im Jahr 1955 promovierte er mit einer Dissertation über Giacomo Puccini. Danach studierte er in Salzburg von 1956 bis 1958 Musikerziehung bei Eberhard Preußner und Komposition (bei Cesar Bresgen). Nach einem mehrmonatigen Romstipendium lehrte Andergassen (1958–1971) an der Musikhochschule Mozarteum in Salzburg, ab 1961 auch am Innsbrucker Konservatorium.

### Sprengstoffattentate in Südtirol
Geprägt durch das Kindheitserlebnis faschistischer Italianisierung in Südtirol engagierte sich Andergassen in den 1960er Jahren als Mitglied im Befreiungsausschuss Südtirol für die Rückgliederung Südtirols an Österreich. Andergassen war dabei am Schmuggel von Sprengstoff für Anschläge auf Elektrizitätsmasten in Südtirol beteiligt. Im Jahr 1964 wurde er von den italienischen Behörden festgenommen und in Mailand gerichtlich verurteilt. Von einer 30-jährigen Haftstrafe verbüßte er sieben Jahre in italienischen Gefängnissen.
Nach seiner Entlassung widmete sich Andergassen ab Anfang der 1970er Jahre wieder seinen pädagogischen und kompositorischen Tätigkeiten. Er wurde Leiter des Kammerchors des Innsbrucker Konservatoriums. Von 1990 bis 1995 war er Direktor des Feldkircher Konservatoriums. Andergassen verfasste vorrangig Vokalkompositionen, insbesondere für Chorgesang, und versuchte Kantabilität und Zwölftontechnik zu vereinen.

## Auszeichnungen
- 1964 Kunstpreis der Stadt Innsbruck für Vokalmusik
- 1981 Berufstitel Professor
- 1989 Silbernes Ehrenzeichen für Verdienste um die Republik Österreich
- 1991 Verdienstkreuz des Landes Tirol

## Werke (Auswahl)

### Ensemblemusik
- Drei Lieder auf Gedichte von Paul Celan – für Sopran, Flöte, Viola und Violoncello, op. 29[5]
- ich spiele musik – Liederzyklus für Sopran, Oboe und Violoncello, op. 62[5]
- Doppelchörige Fantasie – für Bläser und Orgel, op. 28[5]
- An meine Seele – Drei Gesänge für hohen Sopran, Alt-Querflöte und Cembalo nach Christian Morgenstern, op. 34[5]
- Drei Fanfaren – für 3 Trompeten, 3 Posaunen und 3 Pauken im Zyklus, op. 36A[5]
- Philemon und Baucis – 13 Miniaturen aus dem Leben eines vorbildlichen Ehepaares für Flöte, Fagott und später hinzukommendes Klavier, op. 36B[5]

### Geistliche Musik
- De profundis – Ruf für gemischten Chor und Orgel, op. 16D[5]
- Te Deum – für dreigeteilten gemischten Chor und Orchester, op. 18[5]
- Das Weltall ist sein Heiligtum – nach einem Text von Ernesto Cardenal auf den 150. Psalm für Englischhorn und gemischten Chor, op. 27[5]
- Lasst mir meinen Gott – Motette für gemischten Chor und Orgel nach Worten von Paul Roth, op. 20[5]
- Antwortpsalm – Verse aus Psalm 67 für Sopran, Tenor, Gemeinde und Orgel, op. 54A[5]
- Liebe, die du mich zum Bilde deiner Gottheit hast gemacht ... – Arie für Sopran,- Tenorsoli und Orgel, op. 51D[5]
- Lob und Leid der Schöpfung – Chor-Orchester-Kantate, op. 47 (1992)[5]

### Vokalmusik
- Gut'-Nacht-Lied – für Sopran Solo und Chor, op. 16A[5]
- Under der linden – für Chor a cappella, op. 24B/C[5]
- Vier heitere Chöre a cappella – nach Gedichten von Karl Heinrich Waggerl, op. 11B[5]
- Du bist mîn – Zyklus für Oberchor a cappella auf fünf alte Texte, op. 1[5]
- Owê war sint verswunden alliu mîniu jâr – für gemischten Chor a cappella auf einen Text von Walther von der Vogelweide, op. 24A (1977)[5]

### Solomusik
- Rezitativ und Varianten – für Orgel, op. 25[5]
- Konzertantes Präludium – für Orgel, op. 7A/C/D[5]
- Tänzerisches Rondo, vor dem Spiegel zu musizieren – für Hackbrett allein, op. 44B[5]
- Allegro quasi barbaro – zum 100. Geburtstag von Béla Bartók für Klavier allein, op. 30[5]
- Sechs Lieder nach japanischen Haiku-Gedichten – für Harfe allein, op. 39[5]
- Kleiner Zyklus – für Zither allein, op. 26 (1980)[5]
- Dem Jupiter Mozart – Fantasie für Orgel allein, op. 45 (1991)[5]